# トレイス・トンプソン
トレイス・ニコラス・トンプソン（Trayce Nikolas Thompson, 1991年3月15日 - ）は、 アメリカ合衆国カリフォルニア州オレンジ郡ラデラ・ランチ出身のプロ野球選手（外野手）。右投右打。MLBのボストン・レッドソックス傘下所属。

## 経歴

### プロ入りとホワイトソックス時代
2009年のMLBドラフト2巡目（全体61位）でシカゴ・ホワイトソックスから指名され、プロ入り。この年は傘下のアパラチアンリーグのルーキー級ブリストル・ホワイトソックスとパイオニアリーグのルーキー級グレートフォールズ・ボイジャーズでプレーし、2球団合計で32試合に出場して打率.198、10打点、3盗塁の成績を残した。
2010年はA級カナポリス・インティミデイターズでプレーし、58試合に出場して打率.229、8本塁打、31打点、6盗塁の成績を残した。
2011年もA級カナポリスでプレーし、136試合に出場して打率.241、24本塁打、87打点、8盗塁の成績を残した。
2012年はA+級ウィンストン・セイラム・ダッシュ、AA級バーミングハム・バロンズ、AAA級シャーロット・ナイツの3球団合計で136試合に出場し、打率.253、25本塁打、96打点、21盗塁の成績を残した。
2013年はAA級バーミングハムでプレーし、135試合に出場して打率.229、15本塁打、73打点、25盗塁の成績を残した。オフの11月20日に40人枠入りした。
2014年もAA級バーミングハムでプレーし、133試合に出場して打率.237、16本塁打、59打点、20盗塁の成績を残した。
2015年は開幕からAAA級シャーロットでプレーし、104試合に出場して打率.260、13本塁打、39打点、11盗塁の成績を残した。8月3日にメジャー初昇格を果たし、翌4日のタンパベイ・レイズ戦でメジャーデビュー。11日のロサンゼルス・エンゼルス・オブ・アナハイム戦ではヘクター・サンティアゴからメジャー初本塁打を放った。最終的にメジャーでは44試合に出場して打率.295、5本塁打、16打点、1盗塁の成績を残した。

### ドジャース時代
2015年12月16日にロサンゼルス・ドジャースのブランドン・ディクソン、ホセ・ペラザ、シンシナティ・レッズのトッド・フレイジャーとの三角トレードで、マイカ・ジョンソン、フランキー・モンタスと共にロサンゼルス・ドジャースへ移籍した。
2016年は80試合に出場して打率.225、13本塁打、32打点、5盗塁を記録した。
2017年は傘下のAAA級オクラホマシティ・ドジャースで過ごすことの方が多くなり、7月31日にダルビッシュ有が加入すると背番号「21」を譲る形となった。ロースター拡大後の9月5日に昇格してからは背番号「47」を着けた。
2018年3月27日にDFAとなった。

### アスレチックス時代
2018年4月3日にウェイバー公示を経てニューヨーク・ヤンキースへ移籍したが、試合に出場することがないまま5日に再びウェイバー公示を経てオークランド・アスレチックスへ移籍した。移籍後は3試合に出場し、4月11日の古巣ドジャース戦（ドジャー・スタジアム）でヤシエル・プイグが放った本塁打性の打球をキャッチするという守備での見せ場はあったが、打撃では7打数1安打と振るわず、17日にDFAとなった。

### ホワイトソックス復帰と傘下時代
2018年4月19日に金銭トレードで、古巣のホワイトソックスへ移籍した。48試合に出場し、打率.116、3本塁打、9打点と打撃が振るわず、6月22日にDFAとなり、25日にマイナー契約でAAA級シャーロットへ配属された。46試合に出場し、打率.213、4本塁打、15打点を記録した。11月2日にFAとなった。

### インディアンス傘下時代
2018年12月1日にクリーブランド・インディアンスとマイナー契約を結び、スプリングトレーニングに招待選手として参加することとなった。
2019年は傘下AAA級コロンバス・クリッパーズに配属され、89試合に出場し、打率.219、24本塁打、56打点を記録したが、8月2日に解雇された。

### ダイヤモンドバックス傘下時代
2020年2月3日にアリゾナ・ダイヤモンドバックスとマイナー契約を結び、スプリングトレーニングに招待選手として参加することが発表された。

### カブス時代
2021年5月11日に金銭トレードでシカゴ・カブスに移籍した。9月14日にメジャー契約を結び、3年ぶりに昇格。15試合に出場して4本塁打を放ったが、オフの11月5日にFAとなった。

### パドレス時代
2022年3月13日にサンディエゴ・パドレスとマイナー契約を結び、スプリングトレーニングに招待選手として参加することになった。4月28日にメジャー契約を結んで昇格したが、14打数1安打という低調な成績に終わり、5月10日にDFAとなり、14日にFAとなった。

### タイガース傘下時代
2022年5月19日にデトロイト・タイガースとマイナー契約を結んだ。AAA級トレド・マッドヘンズに配属され、6月19日までの1ヶ月間に25試合に出場して8本塁打を放った。

### ドジャース復帰
6月20日に古巣のドジャースに金銭トレードで移籍し、メジャー契約を結んでアクティブ・ロースター入りした。
2023年はシーズン開幕前の3月に開催された第5回WBCのイギリス代表に選出された。

### ホワイトソックス復帰
2023年7月28日にシカゴ・ホワイトソックスのランス・リン、ジョー・ケリーとのトレードで、ニック・ナストリーニ、ジョーダン・リージャーと共にシカゴ・ホワイトソックスへ移籍した。同年11月6日にFAとなった。

### メッツ傘下時代
2023年12月13日にニューヨーク・メッツとマイナー契約を結んだ。

## 家族
父親は、1978年のNBAドラフトで全体1位指名を受けたマイカル・トンプソンである。バハマ出身の父親を通してWBCイギリス代表資格を持つ。二人いる兄もNBA選手であり、長兄のマイケル・トンプソンは、かつてクリーブランド・キャバリアーズでプレーしていた。次兄のクレイ・トンプソンは、ゴールデンステート・ウォリアーズでプレーしており、チームメイトのステフィン・カリーと共に「スプラッシュ・ブラザーズ」として名を馳せている。

## 詳細情報

### 年度別打撃成績
| 年 度    | 球 団    | 試 合 | 打 席 | 打 数 | 得 点 | 安 打 | 二 塁 打 | 三 塁 打 | 本 塁 打 | 塁 打 | 打 点 | 盗 塁 | 盗 塁 死 | 犠 打 | 犠 飛 | 四 球 | 敬 遠 | 死 球 | 三 振 | 併 殺 打 | 打 率 | 出 塁 率 | 長 打 率 | O P S |
| -------- | -------- | ----- | ----- | ----- | ----- | ----- | -------- | -------- | -------- | ----- | ----- | ----- | -------- | ----- | ----- | ----- | ----- | ----- | ----- | -------- | ----- | -------- | -------- | ----- |
| 2015     | CWS      | 44    | 135   | 122   | 17    | 36    | 8        | 3        | 5        | 65    | 16    | 1     | 0        | 0     | 0     | 13    | 0     | 0     | 26    | 3        | .295  | .363     | .533     | .896  |
| 2016     | LAD      | 80    | 262   | 236   | 31    | 53    | 11       | 0        | 13       | 103   | 32    | 5     | 1        | 0     | 0     | 26    | 0     | 0     | 66    | 3        | .225  | .302     | .436     | .738  |
| 2017     | LAD      | 27    | 55    | 49    | 6     | 6     | 2        | 1        | 1        | 13    | 2     | 0     | 0        | 0     | 0     | 6     | 1     | 0     | 23    | 0        | .122  | .218     | .265     | .483  |
| 2018     | OAK      | 3     | 7     | 7     | 1     | 1     | 0        | 0        | 0        | 1     | 0     | 0     | 0        | 0     | 0     | 0     | 0     | 0     | 1     | 0        | .143  | .143     | .143     | .286  |
| 2018     | CWS      | 48    | 130   | 121   | 14    | 14    | 3        | 0        | 3        | 26    | 9     | 3     | 1        | 1     | 1     | 7     | 1     | 0     | 46    | 0        | .116  | .163     | .215     | .378  |
| '18計    | CWS      | 51    | 137   | 128   | 15    | 15    | 3        | 0        | 3        | 27    | 9     | 3     | 1        | 1     | 1     | 7     | 1     | 0     | 47    | 0        | .117  | .162     | .211     | .373  |
| 2021     | CHC      | 15    | 35    | 28    | 6     | 7     | 1        | 0        | 4        | 20    | 9     | 2     | 0        | 0     | 0     | 7     | 0     | 0     | 11    | 2        | .250  | .400     | .714     | 1.114 |
| 2022     | SD       | 6     | 16    | 14    | 1     | 1     | 0        | 0        | 0        | 1     | 2     | 0     | 1        | 0     | 0     | 2     | 0     | 0     | 7     | 0        | .071  | .188     | .071     | .259  |
| 2022     | LAD      | 74    | 239   | 205   | 35    | 55    | 14       | 1        | 13       | 110   | 39    | 4     | 0        | 0     | 2     | 30    | 0     | 2     | 86    | 2        | .268  | .364     | .537     | .901  |
| '22計    | LAD      | 80    | 255   | 219   | 36    | 56    | 14       | 1        | 13       | 111   | 41    | 4     | 1        | 0     | 2     | 32    | 0     | 2     | 93    | 2        | .256  | .353     | .507     | .860  |
| MLB：6年 | MLB：6年 | 297   | 879   | 782   | 111   | 173   | 39       | 5        | 39       | 339   | 109   | 15    | 3        | 1     | 3     | 91    | 2     | 2     | 269   | 10       | .221  | .303     | .434     | .737  |

- 2022年度シーズン終了時

### 年度別守備成績
| 年 度 | 球 団 | 中堅（CF） | 中堅（CF） | 中堅（CF） | 中堅（CF） | 中堅（CF） | 中堅（CF） | 左翼（LF） | 左翼（LF） | 左翼（LF） | 左翼（LF） | 左翼（LF） | 左翼（LF） | 右翼（RF） | 右翼（RF） | 右翼（RF） | 右翼（RF） | 右翼（RF） | 右翼（RF） |
| 年 度 | 球 団 | 試 合      | 刺 殺      | 補 殺      | 失 策      | 併 殺      | 守 備 率   | 試 合      | 刺 殺      | 補 殺      | 失 策      | 併 殺      | 守 備 率   | 試 合      | 刺 殺      | 補 殺      | 失 策      | 併 殺      | 守 備 率   |
| ----- | ----- | ---------- | ---------- | ---------- | ---------- | ---------- | ---------- | ---------- | ---------- | ---------- | ---------- | ---------- | ---------- | ---------- | ---------- | ---------- | ---------- | ---------- | ---------- |
| 2015  | CWS   | 10         | 14         | 0          | 0          | 0          | 1.000      | 12         | 18         | 0          | 0          | 0          | 1.000      | 18         | 36         | 0          | 1          | 0          | .973       |
| 2016  | LAD   | 32         | 54         | 0          | 0          | 0          | 1.000      | 24         | 16         | 0          | 0          | 0          | 1.000      | 28         | 26         | 2          | 2          | 0          | .933       |
| 2017  | LAD   | 9          | 13         | 0          | 0          | 0          | 1.000      | 7          | 3          | 0          | 2          | 0          | .600       | 8          | 5          | 0          | 0          | 0          | 1.000      |
| 2018  | OAK   | 2          | 4          | 0          | 0          | 0          | 1.000      | -          | -          | -          | -          | -          | -          | -          | -          | -          | -          | -          | -          |
| 2018  | CWS   | 6          | 12         | 1          | 0          | 1          | 1.000      | 8          | 14         | 1          | 0          | 1          | 1.000      | 33         | 48         | 1          | 0          | 1          | 1.000      |
| '18計 | CWS   | 8          | 16         | 1          | 0          | 1          | 1.000      | 8          | 14         | 1          | 0          | 1          | 1.000      | 33         | 48         | 1          | 0          | 1          | 1.000      |
| 2021  | CHC   | 3          | 7          | 0          | 0          | 0          | 1.000      | 2          | 0          | 0          | 0          | 0          | ----       | 8          | 13         | 0          | 0          | 0          | 1.000      |
| 2022  | SD    | -          | -          | -          | -          | -          | -          | 1          | 2          | 0          | 0          | 0          | 1.000      | 6          | 10         | 0          | 0          | 0          | 1.000      |
| 2022  | LAD   | 18         | 39         | 0          | 0          | 0          | 1.000      | 35         | 44         | 0          | 0          | 0          | 1.000      | 23         | 36         | 1          | 0          | 1          | 1.000      |
| '22計 | LAD   | 18         | 39         | 0          | 0          | 0          | 1.000      | 36         | 46         | 0          | 0          | 0          | 1.000      | 29         | 46         | 1          | 0          | 1          | 1.000      |
| MLB   | MLB   | 80         | 143        | 1          | 0          | 1          | 1.000      | 89         | 97         | 1          | 2          | 1          | .980       | 124        | 174        | 4          | 3          | 2          | .983       |

- 2022年度シーズン終了時

### 背番号
- 28（2015年）
- 21（2016年 - 2017年7月30日）
- 47（2017年9月5日 - 同年終了）
- 32（2018年）
- 43（2021年9月14日 - 同年終了、2022年4月28日 - 5月10日）
- 25（2022年6月22日 - ）